# Route nationale 52 (Belgique)
Pour les articles homonymes, voir Route nationale 52.
La route nationale 52 est une route nationale de Belgique qui relie les cimenteries et carrières de Gaurain-Ramecroix (Tournai) et d'Antoing à l'autoroute belge A16 (E42). Cette route, d'une longueur totale de 8,25 km, dispose de carrefours dénivelés permettant une circulation rapide des véhicules circulant sur la chaussée. Elle est à 2x2 voies sur sa section entre la N7 et N503.

## Description du tracé

### Communes sur le parcours
- Région wallonne
  -  Province de Hainaut
    - Tournai
    - Antoing

## Statistiques de fréquentation
| BK  | Début        | Fin          | Trafic moyen journalier (6h–22h, en milliers), | Trafic moyen journalier (6h–22h, en milliers), | Trafic moyen journalier (6h–22h, en milliers), | Trafic moyen journalier (6h–22h, en milliers), | Trafic moyen journalier (6h–22h, en milliers), | Trafic moyen journalier (6h–22h, en milliers), | Trafic moyen journalier (6h–22h, en milliers), |
| BK  | Début        | Fin          | 1985                                           | 1990                                           | 1995                                           | 2000                                           | 2005                                           | 2010                                           | 2015                                           |
| --- | ------------ | ------------ | ---------------------------------------------- | ---------------------------------------------- | ---------------------------------------------- | ---------------------------------------------- | ---------------------------------------------- | ---------------------------------------------- | ---------------------------------------------- |
| 2,3 | – 31 Antoing | Antoing N500 | 0,9                                            | 6,5                                            | 7,0                                            | 7,4                                            | 8,0                                            | –                                              | –                                              |